# Centro Cívico San Agustín (Burgos)
El Centro Cívico San Agustín es una dotación cultural multiusos en la ciudad de Burgos (Castilla y León, España). Forma parte de la red de centros cívicos del Ayuntamiento de Burgos.
Situado en la plaza de San Agustín (cerca del bulevar y junto al Real Monasterio de San Agustín), presta servicio a los barrios de San Julián y de San Pedro y San Felices.

## El edificio
El actual edificio del centro cívico fue anteriormente un hogar infantil, popularmente "el hospicio", dependiente de la Diputación Provincial de Burgos (que en 1972 trasladó la atención a los niños a unas instalaciones más modernas en la zona de Fuentes Blancas).
Posteriormente, el edificio pasó a manos del ayuntamiento, que ante la fuerte demanda popular lo rehabilitó como centro cultural para la zona sur de Burgos. Fue inaugurado por el alcalde Juan Carlos Aparicio en 2006

## Servicios
El centro cuenta con:
- Biblioteca y hemeroteca.[4]
- Pequesala.
- Ludoteca (préstamo de juguetes).
- Piscina climatizada (cerrada por mantenimiento entre el 29 de julio y el 31 de agosto).[5]
- Aulas para talleres y actividades.

### Centros de acción social
- CEAS IV - San  Pedro y San Felices.[6]
- CEAS V - San Julián.[7]

### Museo Benedicto de Burgos
También alberga el Museo Benedicto de Burgos, con 46 cuadros del pintor Benedicto Martínez Angulo (nacido en la Llana de Afuera, Burgos).